# Episodi di Scrubs - Medici ai primi ferri (seconda stagione)
La seconda stagione della serie televisiva Scrubs - Medici ai primi ferri, composta da ventidue episodi, andò in onda negli Stati Uniti sulla NBC dal 26 settembre 2002 al 17 aprile 2003, mentre in Italia andò in onda su MTV nel 2003.
| nº | Titolo originale            | Titolo italiano                | Prima TV USA      | Prima TV Italia   |
| -- | --------------------------- | ------------------------------ | ----------------- | ----------------- |
| 1  | My Overkill                 | Il mio eccesso                 | 26 settembre 2002 | 25 settembre 2003 |
| 2  | My Nightingale              | Il mio usignolo                | 3 ottobre 2002    | 25 settembre 2003 |
| 3  | My Case Study               | Il mio caso                    | 10 ottobre 2002   | 2 ottobre 2003    |
| 4  | My Big Mouth                | La mia bocca larga             | 17 ottobre 2002   | 2 ottobre 2003    |
| 5  | My New Coat                 | Il mio nuovo camice            | 24 ottobre 2002   | 9 ottobre 2003    |
| 6  | My Big Brother              | Il mio grande fratello         | 31 ottobre 2002   | 9 ottobre 2003    |
| 7  | My First Step               | Il mio primo passo             | 7 novembre 2002   | 16 ottobre 2003   |
| 8  | My Fruit Cups               | Le mie coppe di frutta         | 7 novembre 2002   | 14 novembre 2003  |
| 9  | My Lucky Day                | Il mio giorno fortunato        | 5 dicembre 2002   | 23 ottobre 2003   |
| 10 | My Monster                  | Il mio mostro                  | 12 dicembre 2002  | 23 ottobre 2003   |
| 11 | My Sex Buddy                | La mia "storia" di sesso       | 2 gennaio 2003    | 30 ottobre 2003   |
| 12 | My New Old Friend           | La mia nuova vecchia amica     | 9 gennaio 2003    | 30 ottobre 2003   |
| 13 | My Philosophy               | La mia filosofia               | 16 gennaio 2003   | 13 novembre 2003  |
| 14 | My Brother, My Keeper       | Mio fratello, il mio guardiano | 23 gennaio 2003   | 13 novembre 2003  |
| 15 | His Story                   | La sua storia                  | 30 gennaio 2003   | 20 novembre 2003  |
| 16 | My Karma                    | Il mio karma                   | 20 febbraio 2003  | 20 novembre 2003  |
| 17 | My Own Private Practice Guy | Il mio medico privato          | 13 marzo 2003     | 27 novembre 2003  |
| 18 | My T.C.W.                   | La mia B.S.C.                  | 20 marzo 2003     | 27 novembre 2003  |
| 19 | My Kingdom                  | Il mio regno                   | 27 marzo 2003     | 4 dicembre 2003   |
| 20 | My Interpretation           | La mia interpretazione         | 3 aprile 2003     | 4 dicembre 2003   |
| 21 | My Drama Queen              | La mia regina del dramma       | 10 aprile 2003    | 11 dicembre 2003  |
| 22 | My Dream Job                | Il lavoro dei miei sogni       | 17 aprile 2003    | 11 dicembre 2003  |

## Il mio eccesso
- Titolo originale: My Overkill
- Diretto da: Adam Bernstein
- Scritto da: Bill Lawrence

### Trama
È il primo giorno di un nuovo anno al Sacro Cuore e, dopo la sfuriata di Jordan, i rapporti sono molto tesi tra tutti. JD cerca quindi di fare tornare le cose come prima.
Carla è arrabbiata con Turk perché lui non le ha detto ciò che il dottor Cox provava per lei, ma non è solo quello il motivo e vuole che Turk capisca davvero perché lei è arrabbiata: fino ad allora non ha intenzione di perdonarlo. JD teme la reazione del dottor Cox dopo che Jordan gli ha detto che lei e JD quando si sono conosciuti hanno fatto sesso, e si stupisce quando Cox gli dice che lo perdona. Capisce poi che Cox l'ha perdonato solo perché non gli interessa più niente di lui. Elliot passa il tempo a nascondersi da JD, poiché ora quest'ultimo sa del fatto che lei ne è ancora innamorata. JD le propone di copulare insieme per scoprire dove portano questi sentimenti rimasti in sospeso.
Così JD riunisce Carla, Turk e il dottor Cox per parlare delle loro liti, ma la cosa non ha successo.
Preso dal cercare di risolvere i problemi, si è dimenticato del suo paziente, che sembrava un mistero diagnostico: si scopre però che la febbre del paziente era dovuta ai continui spostamenti da un reparto all'altro e i troppi farmaci. JD capisce così che a volte le cose si sistemano da sole, e infatti così accade, visto che alla fine della puntata Carla perdona Turk e il dottor Cox torna a trattare male JD come prima.

## Il mio usignolo
- Titolo originale: My Nightingale
- Diretto da: Craig Zisk
- Scritto da: Eric Weinberg

### Trama
J.D., Elliot e Turk si lamentano continuamente in quanto non vengono mai affidati loro compiti importanti, ma all'improvviso il loro desiderio si realizza: si trovano per la prima volta da soli a gestire l'intero ospedale senza la supervisione di nessuno. I tre però scoprono ben presto quanto sia difficile prendere decisioni circa la salute dei pazienti. Fortunatamente c'è Carla ad aiutarli e a rasserenarli nelle loro insicurezze. Nel frattempo il dottor Cox, pur di dimostrare a Jordan di essere cambiato (convincendola così a tornare insieme), accetta di fare un discorso di elogio al dottor Kelso nel corso di una premiazione, ma manderà tutto a rotoli.

## Il mio caso
- Titolo originale: My Case Study
- Diretto da: Michael Spiller
- Scritto da: Gabrielle Allan

### Trama
Altro giorno altri casi da curare, specialmente se questi casi sono “particolari”: chi infatti fornirà il caso più strano al dottor Kelso potrà partecipare a un convegno a Reno. Non tutte le ciambelle però riescono con il buco, e anche se J.D. si ritrova fra le mani il caso più interessante di tutto l'ospedale dovrà decidere di non abbassarsi a compromessi per fare carriera o fare i conti con il giudizio del dottor Cox.
Nell'ospedale fervono i preparativi per il giorno dell'anniversario di matrimonio di Kelso: proprio in questa occasione, una volta all'anno, il dottore diventa tanto affabile da esaudire tutte le richieste del personale senza protestare.
Carla ed Elliot si accorgono che la loro amicizia non è tanto solida, ma anzi fin troppe differenze le dividono. Per tutti si impongono delle scelte e come dice J.D “la vita è condizionata dalle scelte che si fanno man mano che si avanti; l'importante è credere nelle proprie convinzioni e restare sempre con i piedi per terra”. Infine J.D. accetterà il viaggio a Reno, facendo presente al dottor Cox che cercare di mettersi in luce è fondamentale. Così Cox chiederà di mettere una buona parola a una sua paziente influente che ha un'infatuazione per lui.

## La mia bocca larga
- Titolo originale: My Big Mouth
- Diretto da: Paul Quinn
- Scritto da: Mark Stegemann

### Trama
JD si accorge di conoscere poco della vita di Carla, quindi la spinge a confidarsi con lui in un momento di debolezza. Quando però scopre che JD ha rivelato a Turk il suo segreto si infuria e promette di non dirgli più nulla sulla sua vita privata in futuro. JD si scusa e alla fine Carla si confida ancora con lui dandogli un'altra possibilità.
Turk nel frattempo è invidioso della sua collega più abile di lui in sala operatoria e si esalta quando Kelso lo sceglie per accompagnarlo in Messico. Scopre poi che è stato scelto solamente perché Kelso non vuole la compagnia di una donna a causa dei suoi pregiudizi sessisti, quindi va dalla collega offrendole il suo posto. Ella rifiuta e alla fine sarà Todd ad andare in Messico.
Elliot ha i soliti problemi di autostima e cerca disperatamente l'attenzione del dottor Cox, che approfitta della sua disponibilità affidandole i compiti più ingrati. Alla fine, impietosito, Cox le consiglia di smettere di preoccuparsi di quello che pensa la gente di lei.

## Il mio nuovo camice
- Titolo originale: My New Coat
- Diretto da: Marc Buckland
- Scritto da: Matt Tarses

### Trama
JD, divenuto assistente di ruolo, decide di mettere il camice bianco convinto che non ripeterà più gli stessi errori di quando era un assistente, ma il dottor Cox non lo apprezza. Turk è costretto a lavorare con il dottor Amato, che, a causa della sua piccola statura, costringe Turk a lavorare piegato, causandogli il mal di schiena.
Elliot conosce un chirurgo dell'ospedale e, dopo una notte di sesso con lui, viene bersagliata dai pettegolezzi di tutto l'ospedale.
JD, per via del suo nuovo camice, si sente troppo sicuro di sé e finisce per provocare la perdita dell'olfatto a un paziente che per sfogarsi attacca JD sotto gli occhi del dottor Cox, il quale ironicamente gli rimarca il suo proposito di non ripetere gli stessi errori.
Intanto anche Turk inizia a spettegolare su Elliot, ma lei lo scopre mentre sta raccontando ai suoi colleghi alcuni piccanti particolari su di lei.
JD, convinto che la perdita dell'olfatto del suo paziente non sia dovuta a un suo errore, va in cerca di conferme e Ted gliele fornisce. JD, deciso ad affrontare il dottor Cox, gli fa notare che era lui ad avere ragione, ma Cox già lo sapeva e gli dice che se precedentemente lo aveva attaccato era perché il paziente aveva bisogno di sfogarsi e prendersela con qualcuno. Dopodiché JD decide di levarsi il camice bianco.
Alla fine Elliot perdona Turk e inizia ad andare fiera dei pettegolezzi sconci che girano sul suo conto.

## Il mio grande fratello
- Titolo originale: My Big Brother
- Diretto da: Michael Spiller
- Scritto da: Tim Hobert

### Trama
Dan, il fratello di JD, gli fa una sorpresa e lo va a trovare in ospedale. Dan inizia a interessarsi a Elliot, ma JD gli fa notare che loro due hanno avuto una relazione, così decide di tirarsi indietro. Turk, con una scusa, rifiuta un invito al funerale di un suo paziente deceduto, ma il dottor Cox, dopo una scommessa vinta da Turk, lo fa sentire in colpa e così decide di andarci. Intanto Elliot chiede a JD di pranzare con lui e Dan, ma JD, ingelosito, cerca invano di non farla venire.
Durante il pranzo Elliot fa domande a Dan sulla sua vita e, quando gli chiede dove abita e che lavoro fa, JD cerca di giustificare il fatto che Dan abiti ancora con la madre e che alla sua età faccia ancora il barman, così si rende conto che in realtà non è geloso, ma si vergogna del fratello.
Turk arriva al funerale, ma viene subito attaccato dai parenti del defunto perché non si ricorda neanche il suo nome. Il dottor Cox prima si diverte nel vederlo disperato, ma poi gli fa capire quando è il momento di scherzare sui pazienti e quando non lo è.
Infine JD si sfoga e dice al fratello che è arrivato il momento di crescere e che secondo lui non ha intenzione di farlo perché ha paura di fallire, così Dan, deluso, lo saluta e se ne va.

## Il mio primo passo
- Titolo originale: My First Step
- Diretto da: Lawrence Trilling
- Scritto da: Mike Schwartz

### Trama
Arriva in ospedale l'affascinante rappresentate farmaceutica July (Heather Locklear). Tutti sembrano subire il suo fascino eccetto il dottor Cox, che ostenta disgusto verso di lei pur essendone attratto.
Intanto Turk regala a Carla un corso di specializzazione, visto che lei continua a lamentarsi di dovere sempre chiedere ai medici il permesso di ogni cosa. Carla inizialmente si arrabbia con Turk, ma poi si rende conto che non è pienamente felice della sua posizione attuale.
JD ed Elliot discutono su una paziente ed Elliot alla fine la fa operare, ma ella muore sotto i ferri facendo cadere Elliot in depressione. JD gongola dichiarando di essere un sostenitore della teoria "Chi vivrà vedrà". Kelso però alla conferenza di immorbilità e mortalità elogia la scelta coraggiosa di Elliot e bacchetta JD per la sua mancanza di coraggio.
Kelso incarica Cox di organizzare la serata promozionale per il PLOMOX, il nuovo farmaco di July. Alla conclusione della serata Turk sta male per la troppa carne mangiata e viene portato in ospedale. Intanto July dice a Cox che prova qualcosa per lui, ma lui se ne va senza risponderle.
Carla confessa a Cox che la vera ragione per cui non va al corso di specializzazione è perché vuole stare accanto a Turk e non trascurare il loro rapporto. Cox raggiunge July al bar e JD, grazie ad Elliot, capisce che nella vita come nel lavoro, ogni tanto bisogna rischiare, così i due vanno a fare bungee jumping.

## Le mie coppe di frutta
- Titolo originale: My Fruit Cups
- Diretto da: Ken Whittingham
- Scritto da: Janae Bakken

### Trama
JD e Turk hanno l'abitudine di rubare alcuni oggetti dall'ospedale per risparmiare e saldare così i debiti contratti per frequentare l'università. Turk offre a JD un lavoro nell'ambulatorio pubblico, ma decide di tenersi cento dei trecento dollari di paga. JD lo scopre e per vendetta racconta ai medici in ambulatorio che Turk fa uso di marijuana. Turk quindi non viene più contattato e perde il suo impiego serale. JD si sente in colpa perché ha costretto Turk a un lavoro su un'ambulanza. Appena capito che il suo tiro mancino danneggiava anche Carla JD va a fare le sue scuse a Turk sull'ambulanza.
Nel frattempo Cox ufficializza la storia con July, la bella rappresentante farmaceutica, e ciò modifica il suo carattere e lo fa diventare meno arrabbiato e scontroso. Poi però scopre che July è andato a letto con molte persone all'interno dell'ospedale, e ciò lo fa tornare il solito dottor Cox. Mentre July è a casa di Cox arriva Jordan, la ex moglie di lui incinta, che rivuole Cox al suo fianco per crescere il bambino.
Inizia così una guerra senza esclusione di colpi tra le due donne per il dottor Cox, che alla fine sceglie Jordan.
Le cosiddette "Ginecologirl", ovvero i medici che hanno preso la specializzazione in ginecologia, che sono tutte donne, chiedono a Elliot di unirsi a loro, ma la donna rifiuta. Il padre di Elliot fa visita alla figlia e le rivela che è stato lui a chiedere alla ginecologa Gerson di convincerla a scegliere ginecologia. Elliot dice al padre che non vuole specializzarsi in ginecologia e il padre le ricorda di averle pagato gli studi. Elliot risponde che è abbastanza grande per scegliere da sé. Il signor Reid taglia i fondi alla figlia, che è costretta a traslocare dalla bella casa in cui viveva e cambiare radicalmente il suo stile di vita.

## Il mio giorno fortunato
- Titolo originale: My Lucky Day
- Diretto da: Lawrence Trilling
- Scritto da: Debra Fordham

### Trama
JD e Cox hanno una discussione su una diagnosi: secondo il dottor Cox è una malattia comune, secondo JD una patologia molto rara. Le analisi confermano la tesi di JD, che si monta la testa, risponde a tono a Cox e diventa arrogante. Cox allora lo sfida in una contesa medica: due pazienti perfettamente uguali, stessi sintomi, stessa età, stesso sesso, stessa etnia, uno per JD, uno per Cox. JD somministra gli stessi farmaci di Cox, ma il suo paziente muore, quello di Cox no. Avendo perso la sfida cerca di capire dove ha sbagliato. Il dottor Cox gli spiega che la cosa di cui non ha tenuto conto è che il caso è sempre più forte di tutto.
Elliot intanto affronta la mancanza di soldi, dopo che il padre le ha negato i fondi. In ospedale un paziente a cui aveva dato pochi mesi di vita ma che invece era completamente guarito le fa causa.
Carla nel frattempo vuole parlare con Cox della storia con Jordan, che a lei pare una scelta sbagliata. Jordan si infuria con lei.
Carla capisce di essere una persona che dice sempre agli altri ciò che devono fare e promette e Turk che proverà in tutti i modi a cambiare.

## Il mio mostro

L'ospedale immaginato da J.D. come se fosse un mostro

- Titolo originale: My Monster
- Diretto da: Gail Mancuso
- Scritto da: Angela Nissel

### Trama
J.D. va al lavoro insieme a Turk, Carla ed Elliot. Il giorno però non si prospetta affatto bene: tra pazienti in fin di vita e continue complicazioni J.D. immagina che l'ospedale sia come un "mostro" che risucchia le forze a medici e pazienti. Elliot intanto si è trasferita da Turk e J.D., con cui va a letto nuovamente, in quanto suo padre e sua madre l'hanno sfrattata di casa.

## La mia "storia" di sesso
- Titolo originale: My Sex Buddy
- Diretto da: Will Mackenzie
- Scritto da: Neil Goldman e Garrett Donovan

### Trama
JD ed Elliot si risvegliano dopo avere fatto sesso. Entrambi non vogliono ricominciare una relazione seria, dopo la disastrosa fine dell'altra e quindi decidono di essere "Compagni di sesso". Elliot usa il sesso con JD per eliminare le tensioni e la depressione che la opprimono.
Elliot è sempre più pressappochista nel suo lavoro e Turk, che la aiuta, ne paga le conseguenze, venendo accusato delle negligenze della ragazza. Turk allora decide di dare a Elliot una tregua per farla riflettere sulla sua vita, convincendo i pazienti di Elliot a chiedere un altro medico. Elliot lo scopre e inizialmente si infuria, poi quando si rende conto che sta davvero peggiorando come medico, capisce che Turk ha fatto la cosa giusta per il bene dei pazienti, oltre che per il suo. JD intanto si rende conto di non riuscire a dividere il sesso dai sentimenti e si riscopre innamorato di Elliot nuovamente, ma Elliot tronca il loro rapporto per riordinare la sua vita.
Carla nel frattempo ha un problema con un paziente anziano: gli ha detto che può essere dimesso per andare al matrimonio del figlio, ma Kelso sostiene che ha ancora bisogno di ossigeno. Manda JD da Kelso a sostenere che dimettere il paziente è la scelta giusta. Kelso va a parlare con lei e le concede la possibilità di decidere: dimetterlo e correre il rischio, o stare sul sicuro e farsi odiare da un paziente.

## La mia nuova vecchia amica
- Titolo originale: My New Old Friend
- Diretto da: Chris Koch
- Scritto da: Gabrielle Allan

### Trama
Elliot vuole essere solo amica di JD, che si finge d'accordo pur essendone ancora innamorato. Elliot non fa che ostentare la loro nuova "amicizia", così JD per farla ingelosire esce nuovamente con la ragazza dello spaccio, piantando Elliot in asso nel momento del bisogno (le avevano rubato il furgone con dentro tutto ciò che possedeva). JD chiede scusa e le cose sembrano sistemarsi, ma alla fine capisce che Elliot per non sembrare vulnerabile stava portandosi dietro un pesante fardello. Allora non va all'appuntamento con la ragazza dello spaccio ma va a trovare Elliot, come amico (anche se a malincuore).
Nel frattempo Cox e Carla si occupano del signor Corman, un uomo che si presenta molto frequentemente all'ospedale convinto di avere malattie esotiche e rarissime. Cox decide di strapazzarlo un po' con inutili controlli molto dolorosi, ma questo lo porta a scoprire che il paziente ha una rara forma di cancro. Cox chiede a Carla perché non gli avesse impedito di fare le analisi inutili a Corman, dato che lei è l'unica che riesce a rimettere in riga il dottor Cox. Entrambi scoprono che la loro amicizia non è più affiatata e trovano un po' di tempo da dedicarsi.
Intanto Turk e Kelso si occupano di un'anziana signora appena operata al cervello a cui Turk deve fare ritirare la patente. Lui non lo fa, disobbedendo a Kelso, ma la sua paziente perde il controllo della macchina e per un pelo non investe Turk e Kelso, andando poi a schiantarsi contro la macchina del primario, da lui molto amata. Kelso allora impartisce una lezione a Turk: tutti i pazienti mentono.

## La mia filosofia
- Titolo originale: My Philosophy
- Diretto da: Chris Koch
- Scritto da: Bill Lawrence, Matt Tarses, Tim Hobert

### Trama
In ospedale è tornata Elaine, in lista per il trapianto di cuore da molto tempo, tanto che lei e JD sono diventati amici. JD si occupa con il dottor Cox anche di una donna incinta con un problema di cuore dovuto alla gravidanza. Quando il marito dovrà scegliere se fare nascere pericolosamente presto il bambino per salvare la moglie, JD lo aiuterà nella scelta.
Intanto Turk è deciso a chiedere a Carla di sposarlo. Ma la stessa sera Carla riceve la telefonata di sua madre, che le dice che è morta sua zia. Carla deve partire per cinque giorni per Chicago e Turk non trova il modo di fargli la grande proposta (anche perché l'anello viene mangiato da un bambino dell'ospedale, Ralphie). Prima che parta, senza anello, Turk glielo chiede lo stesso. Carla risponde che lo ama ma che ci deve riflettere.
Nel frattempo Elliot combatte contro Kelso per avere due spogliatoi separati invece di uno misto. Grazie ai consigli legali di Ted e al sostegno di tutte le donne dell'ospedale Kelso cede.
Alla fine la filosofia di JD (in ospedale per ogni persona che muore una continua a vivere, mantenendo l'equilibrio) si dimostra esatta: madre e figlio sopravvivono, ma Elaine va in arresto cardiaco e muore.

## Mio fratello, il mio guardiano
- Titolo originale: My Brother, My Keeper
- Diretto da: Michael Spiller
- Scritto da: Eric Weinberg

### Trama
Carla sta tenendo Turk sulle spine riguardo alla richiesta di matrimonio perché è molto in dubbio sulla serietà della proposta e la maturità di Turk. Intanto arriva Kevin (D.L. Hughley), il fratello di Turk, a passare un paio di giorni con lui. Kevin è stato lasciato dalla moglie e, anche se non lo fa trasparire, soffre molto per questo. Turk fa di tutto per tirarlo su e alla fine i due finiscono in un bar dove si ubriacano. Al loro rientro Carla vede Turk e Kevin sbronzi fradici con Roudie e una ragazza incontrata al bar e questo le fa nascere nuovi dubbi.
Intanto arriva all'ospedale l'antitesi di Kelso, il dottor Doug Townshend (Dick Van Dyke), adorato da tutti, Cox, Kelso e inserviente compresi. Egli segue un caso con JD, ma gli fa utilizzare tecniche antiquate e obsolete che presentano rischi inutili e che fanno aggravare il paziente. JD lo denuncia a Kelso che a malincuore è costretto a impedirgli di esercitare la professione.
Nel frattempo Cox e Jordan litigano perché Cox vuole sapere il sesso del bambino, Jordan no. Per una coincidenza Elliot viene a sapere di che sesso è il bambino mentre i genitori ne sono all'oscuro. Cox cerca di estorcerle l'informazione ma Elliot lo ricatta e poi dona una busta con scritto il sesso a Jordan. Jordan dopo una discussione la consegna a Cox, lasciando a lui la scelta. A malincuore alla fine Cox la straccia senza aprirla.

## La sua storia
- Titolo originale: His Story
- Diretto da: Ken Whittingham
- Scritto da: Bonnie Schneider, Hadley Davis

### Trama
Turk continua a chiedere a Carla di sposarlo, ma ella continua a dirgli di aspettare perché deve decidere, così alla fine Turk, stanco e deluso, le dice che non glielo chiederà più e di non preoccuparsi neanche di dargli una risposta. JD e Turk inoltre fanno a gara per vedere chi preferisce tra loro due la cameriera del bar vicino all'ospedale. Elliot incontra un ragazzo al bar che si scopre poi essere un infermiere all'ospedale, ma lei è talmente preoccupata da ciò che pensano gli altri da piantarlo. Alla fine dell'episodio si pentirà e gli chiederà di nuovo di uscire. Kelso dice a Cox che deve fare una visita di controllo e di firmargli le carte dove si attesta la sua buona salute senza neanche visitarlo, ma Cox decide di seguire il consiglio di J.D. e spinge Kelso a farsi visitare da lui anziché assecondarlo, tuttavia l'ipertensione scoperta da Cox costerà a Kelso 6.000 dollari in più per l'assicurazione sanitaria e ciò porta il primario a punire Cox con turni lavorativi non pagati e Cox riversa la sua frustrazione su J.D., colpevole di averlo consigliato male. Il dottor Cox va poi dal suo psichiatra, un tipo irascibile e poco amichevole. Quest'ultimo però riesce a fare ragionare il dottor Cox su ciò che è e sui suoi rapporti pressoché inesistenti con le altre persone. Così Cox invita diversi suoi colleghi a casa sua per vedere una partita, ma nessuno si presenta. L'unico a venire è JD che non era stato invitato e che viene sbattuto fuori di casa. J.D. chiede un altro supervisore per stargli lontano. Alla fine la cameriera preferisce Turk e i due stanno quasi per andare via insieme quando Carla, dopo avere finalmente riflettuto su se stessa, lo chiama per dirgli che ha preso una decisione e che lo sposerà. Turk va subito a trovarla e abbracciarla. Kelso va dal dottor Cox e, sconvolgendolo, gli chiede scusa per essersi arrabbiato con lui, in quanto ha scoperto, dopo avere fatto dei controlli con il proprio cardiologo, che se Cox non gli avesse diagnosticato l'ipertensione sarebbe morto e lo ringrazia. Cox racconta la vicenda al suo psichiatra che, colpito che esista qualcuno in grado di farsi ascoltare da lui e di spingerlo a prendere decisioni positive per la sua vita privata e professionale, gli consiglia di tenersi vicino J.D. Alla fine il dottor Cox lo vede e, dopo avergli chiesto, a modo suo (ovvero ordinandoglielo), di tornare a lavorare con lui, lo gratifica con una pacca sulla spalla in segno di amicizia. JD alla fine va da Turk con alcuni fuochi d'artificio da fare esplodere e tutti sono in allegria.
A differenza delle altre puntate il narratore è Cox.

## Il mio karma
- Titolo originale: My Karma
- Diretto da: Marc Buckland
- Scritto da: Janae Bakken, Debra Fordham

### Trama
JD e Turk sono sul tetto a giocare a golf e una loro pallina rompe il vetro di una macchina che causa un incidente stradale.
Jordan è in ospedale per partorire e il dottor Cox le spiega che le ha fatto assegnare la sala da parto migliore dell'ospedale, sfortunatamente quella sala è occupata e di conseguenza le viene assegnata la stanza peggiore, ma Cox rimedia chiedendo un favore al dottor Kelso.
In seguito Jordan, furiosa per il precedente fatto e per via dell'imminente parto, caccia Cox dalla stanza.
In ospedale si presenta un paziente che dice di essere stato colpito da una palla da golf mentre guidava, ma JD e Turk, impauriti, fanno finta di niente.
Intanto Elliot prosegue la sua relazione con Paul, ma inizia a non riuscire più a nascondergli la sua "pazzia".
JD e Turk, convinti che la causa di tutte le disgrazie che gli stanno capitando sia il cattivo Karma, decidono di confessare al paziente che sono stati loro a colpire la sua macchina, ma scoprono che non è stato colpito dalla loro palla e tirano un sospiro di sollievo.
Paul intuisce che Elliot nasconde qualcosa e le chiede spiegazioni, così lei in preda al panico non resiste più e gli espone tutte le sue pazzie, ma Paul reagisce bene.
Il dottor Cox chiede a JD di dare ogni tanto un'occhiata a Jordan e mentre i due sono soli nella stanza, lei gli confida che il figlio che porta in grembo in realtà è di Cox.

## Il mio medico privato
- Titolo originale: My Own Private Practice Guy
- Diretto da: Marc Buckland
- Scritto da: Angela Nissel, Mark Stegemann

### Trama
JD è indeciso se dire o no al dottor Cox che il figlio di Jordan è suo e inizia a chiedersi quale sia il motivo per cui lui e lei abbiano divorziato. In ospedale si presenta una paziente con un medico privato di nome Peter che Cox scarica a JD. Elliot, Carla, JD e Turk si divertono con un paziente che soffre di narcolessia dovuta all'eccitazione sessuale. Elliot lo fa svenire mentre Carla non ci riesce, così da farle dubitare del suo fascino. Intanto il dottor Kelso parcheggia la macchina sotto il canestro, non permettendo così a Turk di giocare a basket, che a sua volta per vendetta taglia la spina al videogioco di Pac Man, videogioco di cui Kelso è dipendente. Si viene a sapere che Cox e il medico privato Peter erano amici e quest'ultimo svela a JD i segreti per contrastare le sfuriate di Cox. I tre si ritrovano in una stanza e da una discussione JD scopre che Jordan tradì Cox con Peter, svelando così il motivo per cui i due si separarono.

## La mia B.S.C.
- Titolo originale: My T.C.W.
- Diretto da: Adam Bernstein
- Scritto da: Bill Lawrence

### Trama
In ospedale si presenta una ragazza di nome Jamie che viene a trovare il marito che è in coma ormai da due anni, ma ciò, dopo alcuni tentennamenti, non impedisce a JD di uscire con lei, nonostante i pareri contrari dei suoi amici.
Ralphie, il bambino che ingoiò l'anello di matrimonio di Turk, confessa a Carla l'accaduto, mandandola su tutte le furie. Turk le assicura che l'anello è pulitissimo e per dimostrarlo se lo mette in bocca, ingoiandolo accidentalmente.
Cox, JD, Turk, Carla ed Elliot si ritrovano nella mensa aziendale a discutere della volontà di JD di uscire con Jamie, e dopo un batti e ribatti, quest'ultimo va su tutte le furie facendogli notare che gli ultimi a poterlo giudicare sono loro, visto che per stupidi motivi non fanno altro che lamentarsi dei loro rapporti sentimentali. JD esce nuovamente con Jamie, ma quando quest'ultima gli dice di essere pronta per una nuova storia JD le fa comprendere che quello che stanno facendo è sbagliato e, mentre i suoi amici cercano di fare funzionare i loro rispettivi rapporti, lui riflette sulla propria solitudine.

## Il mio regno
- Titolo originale: My Kingdom
- Diretto da: Michael Spiller
- Scritto da: April Pesa

### Trama
Inizia il tirocinio in chirurgia e JD diventa l'assistente di Turk, ma non riesce ad ambientarsi e viene preso di mira dagli altri chirurghi.
Paul, in seguito a un equivoco, crede che Elliot gli abbia detto "ti amo", così il rapporto subisce una rapida accelerazione da parte dell'infermiere che porta Elliot a distaccarsi.
Intanto JD, stufo degli scherzi subiti dai chirurghi, inizia a svelare imbarazzanti segreti su Turk rendendolo lo zimbello del gruppo.
Intanto Kelso è impegnato in un convegno e Cox decide di fargli uno scherzo, facendolo credere morto, ma lo scherzo gli sfugge di mano, arrivando addirittura a svuotare il suo ufficio in un attimo e tutto l'ospedale gioisce per la sua morte (soprattutto Ted). Al suo ritorno Kelso è furioso con Cox, ma egli lo invita a riflettere su ciò che i suoi colleghi pensano realmente di lui.
Elliot e Paul discutono della loro relazione fino a quando lei decide di lasciarlo.

## La mia interpretazione
- Titolo originale: My Interpretation
- Diretto da: Will Mackenzie
- Scritto da: Mike Schwartz, Neil Goldman, Garrett Donovan

### Trama
JD va al funerale dell'ex marito della donna con cui sta uscendo e, mentre urina in un cespuglio, vede da una finestra l'inserviente che si fa la doccia e nota un melanoma sul pene di quest'ultimo, tumore che poi si rivelerà benigno. Nel frattempo è arrivato in ospedale un paziente tedesco che non parla inglese e quindi l'unico tramite è il fratello del paziente che parla sia inglese che tedesco; nascono problemi poiché quest'ultimo non vuole rivelare al fratello le precarie condizioni diagnosticagli. Il dottor Cox ha qualche problema con la sua ex moglie, poiché lui non si vuole occupare del bambino che pensa sia di un altro uomo. Nel frattempo Turk ha fatto un sogno erotico con protagonista Elliot; Carla lo viene a scoprire ma non accade quello che Turk pensava. La donna infatti si rivela piuttosto tranquilla riguardo a quella situazione, giustificando il comportamento del fidanzato.

## La mia regina del dramma
- Titolo originale: My Drama Queen
- Diretto da: Michael Spiller
- Scritto da: Will Berson

### Trama
JD si frequenta con la Bella Sposina del Coma, ma hanno un po' di problemi perché tra di loro sembra non esserci più pepe, svanito l'effetto eccitante della relazione proibita. Durante l'episodio JD cerca in tutti i modi di mantenere la donna interessata a lui, e riesce alla fine a stabilizzare la propria relazione. Nel frattempo Carla e Turk stanno cercando di organizzare il loro matrimonio e Carla desidera che sia il matrimonio dei suoi sogni, ma all'infermiera arriva la notizia del decesso della madre, per cui decide di volersi sposare il prima possibile. Il matrimonio non verrà celebrato, però, perché Turk si accorge che non è quello che Carla vuole realmente.

## Il lavoro dei miei sogni
- Titolo originale: My Dream Job
- Diretto da: Bill Lawrence
- Scritto da: Tim Hobert, Matt Tarses

### Trama
Spence (Ryan Reynolds), un amico di JD e Turk, è in visita per il matrimonio di un vecchio compagno di college dei tre. In seguito a un imprevisto il dottor Cox scopre di essere il padre del bambino di Jordan, sua ex moglie con la quale sta cercando di riallacciare i rapporti. All'inizio ne rimane colpito e deluso, ma poi capisce e i due fanno pace. Il dottor Kelso è arrabbiato con Elliot in seguito a un incidente e la bistratta in continuazione. L'inserviente e JD hanno un battibecco poiché il primo guadagna più dell'altro. Infine JD fa notare a Cox come egli possa essere un ottimo padre, così Cox interviene nella discussione tra Elliot e il dottor Kelso dando un pugno in pieno volto al primario, augurando una buona giornata a tutti e tornando a casa da Jordan e suo figlio.